# Чемпионат мира по футболу 1986. Плей-офф
Матчи плей-офф чемпионата мира 1986 года прошли с 15 по 29 июля 1986 года. Это была завершающая стадия турнира в Мексике, следовавшая за групповым этапом. В стадию плей-офф квалифицировались сборные, занявшие первое и второе место в группах, а также четыре лучшие команды, занявшие в группах третье место.
Согласно регламенту, если в стадии плей-офф основное время завершалось вничью, назначалось дополнительное время (два тайма по 15 минут). Если и после этого победителя выявить не удалось, проводились послематчевые пенальти.
В плей-офф сыграли 16 команд. В финале встретились сборные Аргентины и ФРГ. Победу со счётом 3:2 одержала сборная Аргентины.